# 牛顿·莱西·皮尔斯天文学奖
牛顿·莱西·皮尔斯天文学奖（英語：Newton Lacy Pierce Prize in Astronomy）是美国天文学会颁发的年度奖项，授予年轻的（小于36岁）在观测天文学领域取得杰出成就的天文学家。它以美国天文学家的牛顿·莱西·皮尔斯（Newton Lacy Pierce）的名字命名。

## 历年获奖者
资料来源：AAS
- 1974年：埃德温·M·凯洛格（Edwin M. Kellogg）
- 1975年：埃里克·贝克林
- 1976年：罗杰·安吉尔（英语：Roger Angel）
- 1977年：唐纳德·N·B·霍尔（Donald N.B. Hall）
- 1978年：小詹姆斯·M·莫兰（James M. Moran, Jr.）
- 1979年：D·哈珀（D. Harper）
- 1980年：杰克·鲍德温（Jack Baldwin）
- 1981年：布鲁斯·马尔贡（Bruce Margon）
- 1982年：马克·戴维斯
- 1983年：亞倫·德瑞斯勒（英语：Alan Dressler）
- 1984年：马克·阿伦森、杰里米·莫尔德
- 1985年：理查德·G·克朗（Richard G. Kron）
- 1986年：赖因哈德·根策尔
- 1987年：唐·温吉特（英语：Don Winget）
- 1988年：莎莉·巴盧納斯（英语：Sallie Baliunas）
- 1989年：哈里特·迪納斯坦
- 1990年：克莉絲汀·謝爾格倫（英语：Kristen Sellgren）
- 1991年：肯尼斯·G·利布雷希特（英语：Kenneth G. Libbrecht）
- 1992年：阿列克谢·菲利潘科
- 1993年：阿林·P·S·克羅茨（Arlin P.S. Crotts）
- 1994年：未颁发
- 1995年：安德鲁·麦克威廉（Andrew McWilliam）
- 1996年：迈克尔·史特劳斯（Michael Strauss）
- 1997年：艾麗莎·A·古德曼（英语：Alyssa A. Goodman）
- 1998年：安德烈娅·盖兹
- 1999年：丹尼斯·F·扎里茨基（Dennis F. Zaritsky）
- 2000年：柯波·南德拉（英语：Kirpal Nandra）
- 2001年：肯尼斯·R·森巴赫
- 2002年：艾美·巴格
- 2003年：樊晓晖
- 2004年：尼尔·勃兰特
- 2005年：安德鲁·布莱恩（英语：Andrew Blain）
- 2006年：布萊恩·蓋斯勒（英语：Bryan Gaensler）
- 2007年：未颁发
- 2008年：柯莉莉（英语：Lisa Kewley）
- 2009年：約書亞·布魯姆（英语：Joshua Bloom）
- 2010年：托马索·楚伊（Tommaso Treu）
- 2011年：加斯帕爾·巴科什（Gaspar Bakos）
- 2012年：約翰·約翰遜（英语：John Johnson (astronomer)）
- 2013年：杰森·卡利莱（Jason Kalirai）
- 2014年：娜蒂亞·扎坎斯卡（英语：Nadia Zakamska）
- 2015年：希瑟·A·克南特森（英语：Heather A. Knutson）
- 2016年：卡琳·厄伯格（英语：Karin Öberg）
- 2017年：埃文·柯比（Evan Kirby）
- 2018年：凱特琳·凱西（英语：Caitlin Casey）
- 2019年：丹尼爾·R·魏茨（Daniel R. Weisz）
- 2020年：艾蜜莉·李維斯克（英语：Emily Levesque）
- 2021年：寇特尼·德雷辛（Courtney Dressing）
- 2022年：艾琳·卡拉（Erin Kara）
- 2023年：蕾妮·盧德拉姆（Renee Ludlam）